# Kieviten en plevieren
De kieviten en plevieren (Charadriidae) zijn een familie van vogels die naast plevieren 23 soorten kieviten omvat. De kleine tot middelgrote vogels houden zich meestal op in de buurt van water.

## Beschrijving
Het zijn allemaal enigszins gedrongen vogels met een korte nek maar met lange, meestal puntige vleugels. Kieviten hebben meestal afgeronde vleugels. De snavel is meestal kort en recht (behalve bij de scheefsnavelplevier, Anarhynchus frontalis) en de staart is ook meestal vrij kort. Er is weinig seksuele dimorfie dat wil zeggen weinig verschil in verenkleed tussen het mannetje en het vrouwtje.
De kleinste soort van de familie is de kraagplevier (Anarhynchus collaris) die gemiddeld 14 cm lang is en ca. 26 gram weegt, de grootste is de maskerkievit (Vanellus miles) die gemiddeld 35 cm lang is en 390 gram zwaar is.

## Leefgebied
Kieviten en plevieren zijn vogels van open landschappen in de buurt van water. Er zijn hierop een paar uitzonderingen zoals de Australische renplevier (Peltohyas australis) die voorkomt in droge steenwoestijnen in West-Australië.

## Taxonomie
De familie telt 11 geslachten met in totaal 67 soorten.

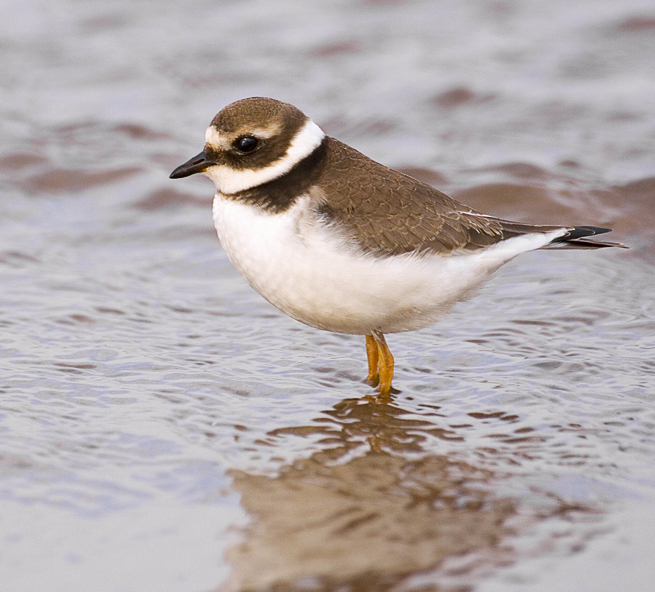
Bontbekplevier (Charadrius hiaticula)
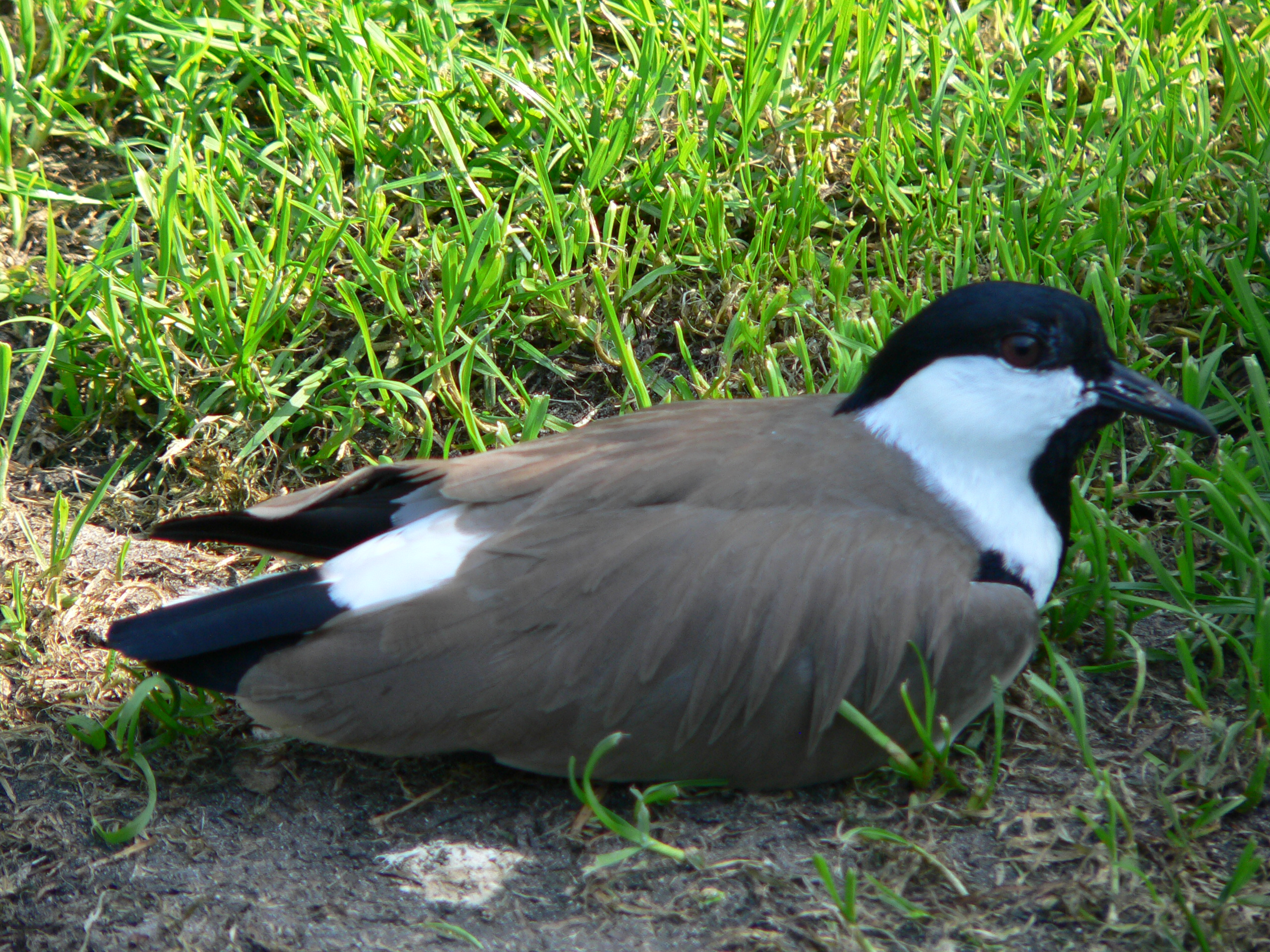
Sporenkievit (Vanellus spinosus)
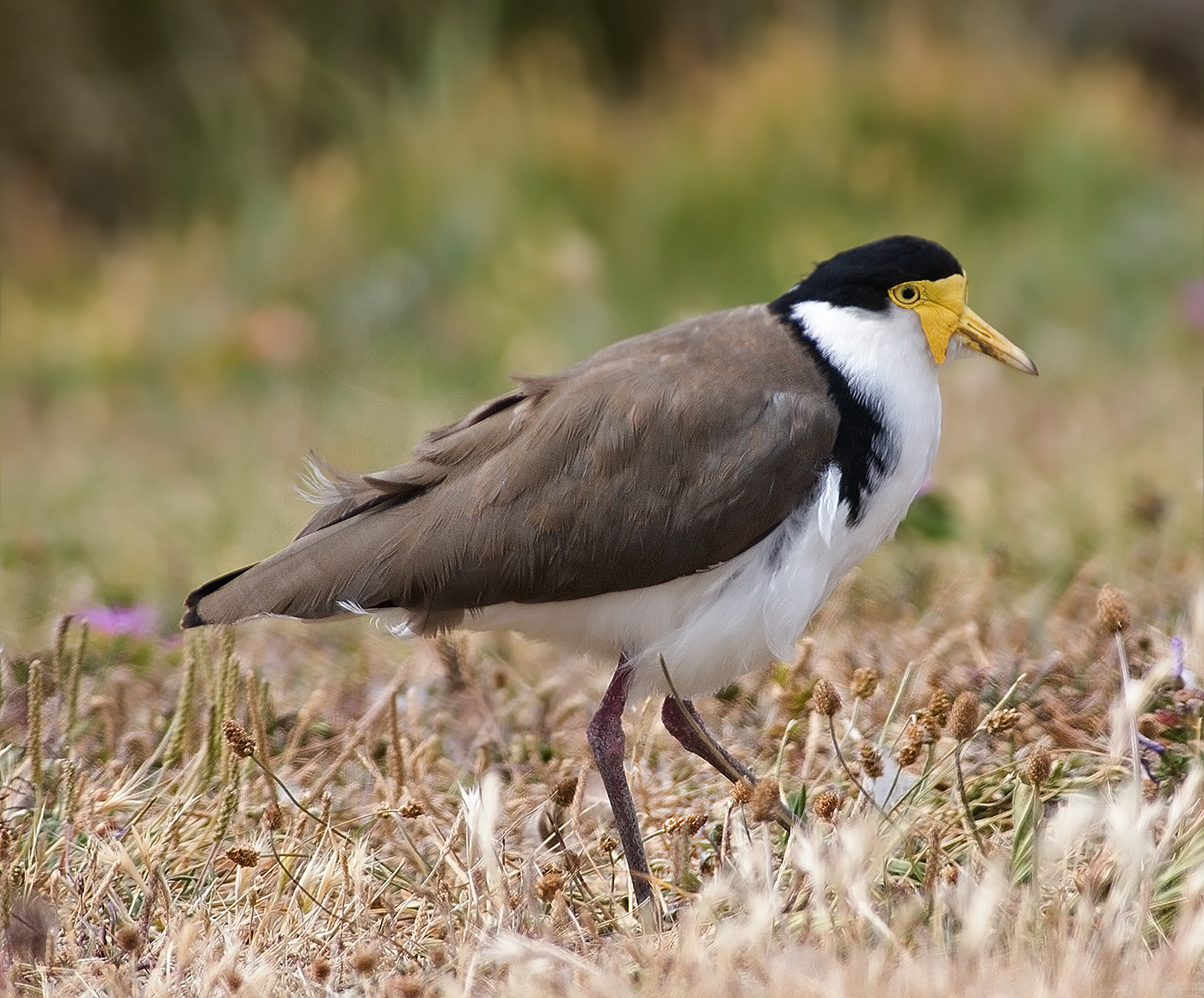
Maskerkievit (Vanellus miles)

- Geslacht Anarhynchus (24 soorten waaronder de scheefsnavelplevier)
- Geslacht Charadrius (11 soorten waaronder de bontbekplevier)
- Geslacht Elseyornis (voorheen 1 soort maskerplevier; overgebracht naar Charadrius)
- Geslacht Erythrogonys (1 soort: roodknieplevier)
- Geslacht Hoploxypterus (1 soort: cayenne-kievit)
- Geslacht Oreopholus (1 soort: andesplevier)
- Geslacht Peltohyas (1 soort: Australische renplevier)
- Geslacht Phegornis (1 soort: diadeemplevier)
- Geslacht Pluvialis (4 soorten waaronder de goudplevier)
- Geslacht Thinornis (voorheen 2 soorten; overgebracht naar Charadrius)
- Geslacht Vanellus (22 soorten kieviten waaronder de gewone kievit)

Vechtkwartels · Jacana's · Goudsnippen · Krabplevieren · Scholeksters · Ibissnavels · Steltkluten en kluten · Grielen · Renvogels en vorkstaartplevieren · Kieviten en plevieren · Magelhaenplevieren · Strandlopers en snippen · Kwartelsnippen · Trapvechtkwartels · Goudsnippen · IJshoenders · Jagers ·Pluvianidae (krokodilwachter) · Meeuwen, schaarbekken en sterns · Alken